# Goldtropfen

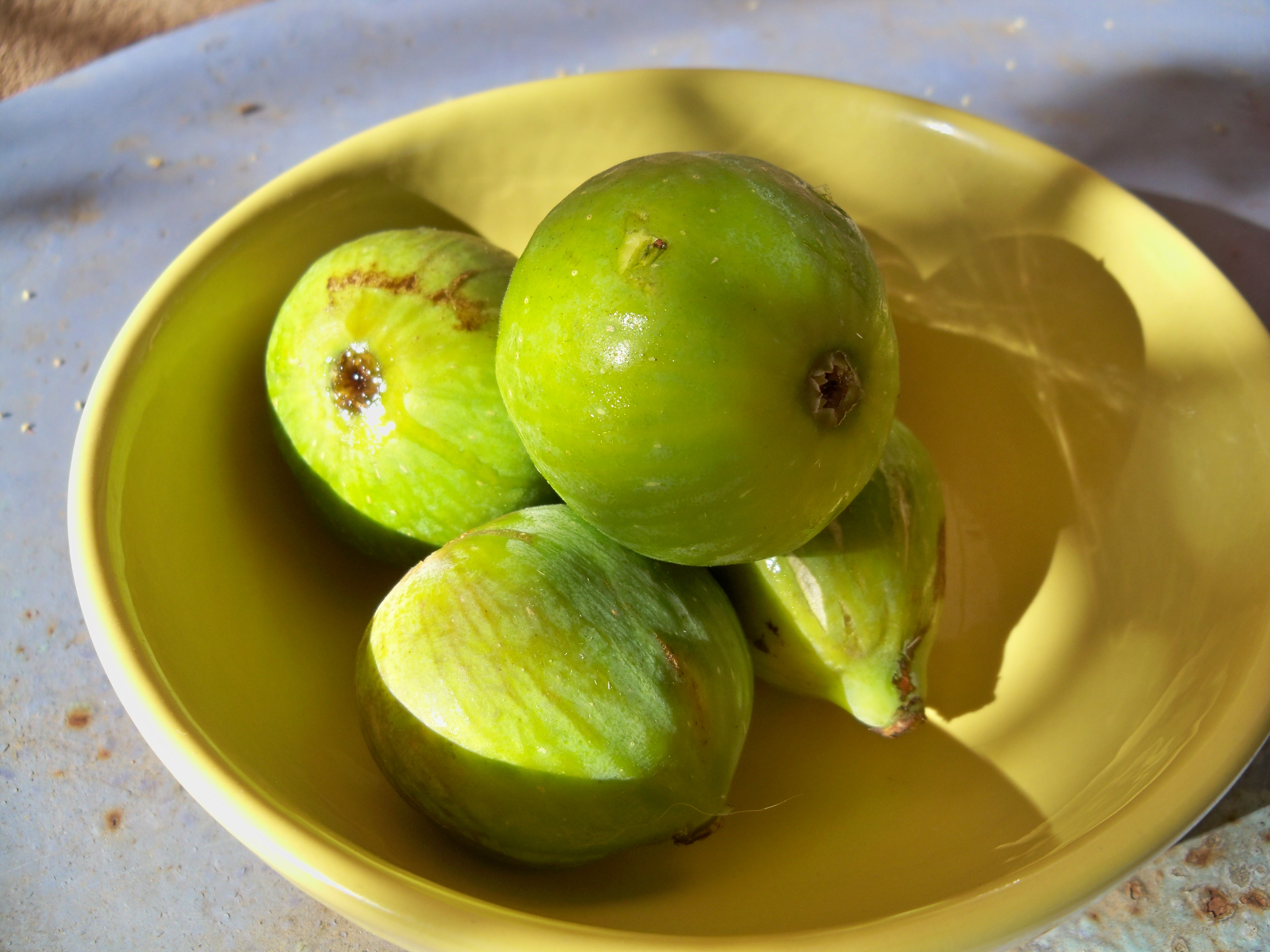
Feigen der Sorte Goldtropfen (Goutte d’Or)

Goldtropfen, auch Dorée, Goutte d’Or oder Goutte de Miel genannt, ist eine traditionelle französische Feigensorte der Art Ficus carica, die für ihren ausgezeichneten Geschmack und ihre große Winterhärte und ihre Widerstandsfähigkeit gegen Trockenheit bekannt ist. Sie ist eine zweimaltragende Hausfeige, die durch ihren schwachen Wuchs eher kleine Bäume hervorbringt.
Bereits im Jahre 1667 wurde die Sorte von dem Gärtner und Botaniker Jean Merlet als in Südfrankreich sehr verbreitet beschrieben. Heute ist die Sorte auch in Deutschland verbreitet.

## Baum
Goldtropfen hat einen sehr schwachen Wuchs und erreicht in Mitteleuropa selbst nach zehn Jahren kaum eine Höhe von 2 m. Ausgewachsen erreicht der Baum jedoch eine Höhe von etwa 3 m und eine Breite von 3 bis 4 m. Das Blatt ist meist fünf- bis siebenlappig und tief eingeschnitten.

## Früchte
Die Blühfeigen der Sorte Goldtropfen reifen recht spät, oft erst im August. Sie sind gelb bis goldbraun, groß und wiegen bis zu 100 Gramm. Die Herbstfeigen reifen in Mitteleuropa von September bis Oktober, sind ebenfalls gelb bis goldbraun, rundlicher und wiegen etwa 70 Gramm. Das Fruchtfleisch ist honigfarben. Die Frucht schmeckt sehr süß.